# Marcantonio Colonna (sous-marin)
Pour les articles homonymes, voir Marcantonio Colonna.
Le Marcantonio Colonna est un sous-marin d'attaque côtier de la classe Pisani construit à la fin des années 1920 pour la Marine royale italienne. 
Le sous-marin a joué un rôle mineur dans la guerre civile espagnole de 1936-1939 en soutenant les nationalistes espagnols.
En raison de son âge, son utilité était limitée, et le Marcantonio Colonna n'a pas vu de véritable service pendant la guerre. Le sous-marin a été mis hors service en 1942 et démoli après la guerre.
Le sous-marin a été nommé d'après Marcantonio Colonna (1535-1584), amiral italien du pape Pie V.

## Conception et description

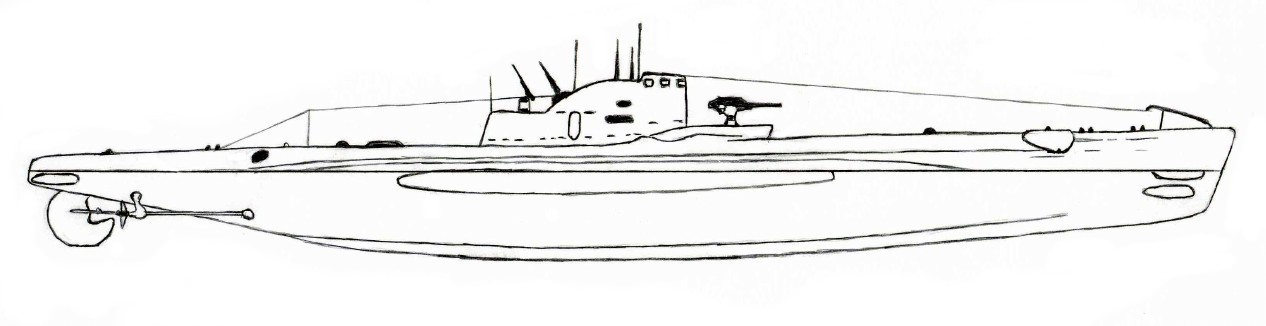
Dessin au trait de la classe "Pisani" (profil droit)

Conçue en parallèle avec les sous-marins de la classe Mameli, la classe Pisani était plus grande pour accueillir plus de carburant et leur donner plus d'autonomie. Ils ont déplacé 880 tonnes en surface et 1 057 tonnes en immersion. Les sous-marins mesuraient 68,2 mètres de long, avaient une largeur de 6,09 mètres et un tirant d'eau de 4,93 mètres. Ils avaient une profondeur de plongée opérationnelle de 90 mètres. Leur équipage comptait 48 officiers et marins.
Pour la navigation de surface, les sous-marins étaient propulsés par deux moteurs diesel de 1 500 chevaux (1 119 kW), chacun entraînant un arbre d'hélice. En immersion, chaque hélice était entraînée par un moteur électrique de 550 chevaux-vapeur (410 kW). Comme les Mameli, leur stabilité était médiocre et ils ont dû être modifiés avec des renflements après leur achèvement. Cela a permis de réduire leur vitesse de 17,25 nœuds (31,95 km/h) en surface et de 8,75 nœuds (16,21 km/h) sous l'eau à 15 nœuds (28 km/h) et 8,2 nœuds (15,2 km/h) respectivement. En surface, la classe Pisani avait un rayon d'action de 5 000 milles nautiques (9 300 km) à 8 noeuds (15 km/h); en immersion, elle avait un rayon d'action de 70 milles nautiques (130 km) à 4 noeuds (7,4 km/h).
Les sous-marins étaient armés de six tubes lance-torpilles de 53,3 centimètres (21 pouces), quatre à l'avant et deux à l'arrière, pour lesquels ils transportaient un total de neuf torpilles. Ils étaient également armés d'un seul canon de pont de 102/35 Model 1914 à l'avant de la tour de contrôle (kiosque) pour le combat en surface. Leur armement anti-aérien consistait en deux mitrailleuses Breda Model 1931 de 13,2 mm.

## Construction et mise en service
Le Marcantonio Colonna est construit par le chantier naval Cantiere Navale Triestino (CNT) de Trieste en Italie, et mis sur cale le 3 décembre 1925. Il est lancé le 26 décembre 1927 et est achevé et mis en service le 10 juillet 1929. Il est commissionné le même jour dans la Regia Marina.

## Histoire du service
Une fois terminé, le Marcantonio Colonna est affecté à la 5e Escadrille sous-marine de croisière moyenne basée à Naples.
Lors d'un test, le 10 octobre 1929, il s'est avéré capable de plonger à une profondeur de 109 mètres.
C'est la famille Colonna - à laquelle appartenait Marcantonio Colonna, amiral de la flotte papale qui a donné le nom au sous-marin - qui a fait don du drapeau de combat, et qui a été donné au sous-marin à Civitavecchia, le 2 mars 1930.
En septembre 1930, pendant sa formation, le Marcantonio Colonna fait un voyage dans le bassin oriental de Méditerranée.
Il s'installe ensuite à La Spezia, en 1935, et l'année suivante à Leros, où il est affecté à la IIe Escadrille du VIe Groupe.
Le Marcantonio Colonna effectue une mission infructueuse pendant la guerre civile d'Espagne.
En 1938, il devient le chef d'escadron du IIIe Escadron du IIIe Grupsom, basé à Messine.
Fin septembre 1940 (sous le commandement du lieutenant de vaisseau Guido Gozzi), le Marcantonio Colonna effectue une mission d'embuscade près de Tobrouk, étant attaqué par un sous-marin que l'on croit être un adversaire (en réalité c'est le sous-marin italien Serpente, qui a pris le Marcantonio Colonna pour une unité ennemie) avec le lancement d'une torpille (évitée par le Marcantonio Colonna), au large de Navarin, le 19 septembre.
Le 31 janvier 1941, le Marcantonio Colonna est envoyé à Malte, mais doit retourner à sa base en raison d'une panne de moteur.
Il est ensuite affecté à des embuscades défensives de nuit dans le Golfe de Gênes; en particulier, en juillet 1941, il est envoyé en mission dans le Golfe pour s'opposer à une éventuelle tentative de bombardement naval de Gênes (l'opération britannique "Style" était en cours et visait à ravitailler Malte, mais, comme Gênes avait été bombardée quelques mois auparavant, certains sous-marins ont été envoyés en embuscade pour plus de sécurité).
Le 1er juin 1942, le Marcantonio Colonna est désarmé puis transformé en ponton de chargement, restant à Gênes.
Désarmé le 18 octobre 1946, le Marcantonio Colonna est mis au rebut.
Le Marcantonio Colonna a effectué 12 missions offensives-exploratoires et 6 missions de transfert, parcourant un total de 6 718 milles nautiques (12 440 km) en surface et 908 milles nautiques (1 681 km) sous l'eau (parmi les 4 sous-marins de sa classe, il a été le plus actif pendant la Seconde Guerre mondiale).